# 三木浩 (実業家)
三木 浩（みき ひろし）は日本の実業家。サステナジー代表取締役。

## 人物
1970年6月4日生まれ。
1989年3月、神奈川県立厚木西高等学校卒業。
1994年3月、青山学院大学理工学部卒業。
1994年4月、NTTシステムサービス株式会社（現：株式会社NTTデータアイ入社）。
1996年12月、日本テキサス・インスツルメンツ株式会社入社。
1997年7月、部門買収に伴いスターリングソフトウエア・テクノロジー株式会社へ転籍。
2000年4月、株式会社デジタルガレージ入社。
2001年3月、アクセンチュア株式会社入社。
2007年8月、エヴァーオンワード株式会社代表社員
2009年2月、サステナジー株式会社取締役。
2015年2月、株式会社みらいワークス取締役（2020年6月まで）。
2018年2月、サステナジー株式会社代表取締役（現任）。

## メディア出演
- 巨大企業の日本改革3.0「生きづらいです2023」（2023年9月16日、テレビ東京）[4]